# Бристольская андеграунд-сцена
Бристольская андеграунд-сцена (англ. Bristol underground scene, также или бристольская музыкальная сцена, англ. Bristol music scene) — культурное явление, возникшее в первой половине 1990-х годов в английском Бристоле, которое ассоциируется с искусством граффити и двумя музыкальными жанрами: трип-хопом и драм-н-бейсом.
Хотя музыкальная сцена Бристоля совсем неоднородна, для определения музыки многих коллективов из этого города слушатели и музыкальные журналисты выделили целый жанр, так называемый бристольский звук (англ. Bristol sound). Основными представителями сцены являются группы Monk & Canatella, Portishead, Massive Attack, а также исполнитель Tricky. Часто к представителям «бристольского саунда» ошибочно причисляют музыкальные коллективы, не связанные с Бристолем, но в чём-то похожие по стилистике с важными участниками андеграунд сцены, например, группу Lamb из Манчестера.

## История
Бристоль многие годы развивался как многонациональный город. В 1950—1960 годы он принял большое количество иммигрантов из Африки, Латинской Америки, Италии и Ирландии. В городе сформировались целые районы компактного проживания выходцев из других стран. По состоянию на 2017 год около 16 процентов населения являлись выходцами из Африки и Азии. Многонациональная среда оказывала влияние и на формирование городской культуры. Десятки фестивалей, сотни ресторанов и кафе, которые до сих пор считаются достопримечательностью Бристоля, собирали на одной сцене коллективы, игравшие музыку народов мира. В 1980-е годы среди бристольских жителей были популярны регги, панк-рок и хип-хоп, создавались мультикультурные музыкальные команды.
В 1990-е годы появилось понятие «бристольский звук», которое закрепилось за несколькими коллективами. Считается, что первый альбом в этом жанре выпустила группа Massive Attack — Blue Lines. Эталонной, в частности, считается композиция Unfinished Sympathy.

## Представители

Одна из бристольских работ Бэнкси

### Bristol sound
«Бристольским звуком» часто обозначают всю трип-хоп, используя выражение в качестве альтернативного термина для жанра. Однако эти термином могут и описывать более мрачную разновидность жанра и описывать им отдельный подстиль. К «бристольскому саунду» относят исполнителей Portishead, Massive Attack, Tricky и других. Мрачное звучание коллективов Бристоля некоторые музыкальные критики объясняют довольно мрачной и непростой историей самого города.

### Граффити
К бристольской андеграунд-сцене относят не только музыкантов, но и художников. Самым ярким её представителем является Бэнкси. Хотя вокруг его личности ведутся оживлённые споры, его родным городом называют именно Бристоль, на улицах которого он создал немало работ.
Искусство граффити и музыка в Бристоле тесно связаны. Сам Бэнкси разрабатывал дизайн альбомов групп Blur и Monk & Canatella, а Роберт Дель Ная, один из основателей Massive Attack, в юношеские годы был художником граффити, а в последующем работал над дизайном альбомов группы UNKLE (есть версия, что Дель Ная и является художником Бэнкси). И даже стилистика бристольских художников и музыкальных коллективов в чём-то схожа: группы часто используют довольно минималистичный набор инструментов, сочиняют протяжные мелодии с глубоким басом, применяют технику семплирования и скретчинга; минимумом красок и преимущественно в черно-белой палитре работают и уличные художники Бристоля.

## Отношения со СМИ и политические взгляды
К Бристольской андеграунд сцене многие годы были близки некоторые журналисты частных печатных изданий анархистской направленности, в частности, журнала Bristle и газеты The Bristolian: например, журналист Иэн Боун.
Большинство представителей бристольского андеграунда подчёркнуто держатся в стороне от музыкального и художественного мейнстрима, нередко делают заявления, выражающие противоположную точку зрения с общепринятой в обществе. Многие музыканты придерживаются антимилитаристских взглядов.